# Robert Wagner (Fußballspieler)
Robert Wagner (* 14. Juli 2003 in Lahr/Schwarzwald) ist ein deutscher Fußballspieler. Aktuell steht der Mittelfeldspieler als Leihspieler des SC Freiburg bei Holstein Kiel unter Vertrag.

## Karriere

### Vereine
Wagner begann des Fußballspielen in jungen Jahren in der Jugend des SC Lahr. Mit elf Jahren wechselte er erstmals in die Jugendakademie des SC Freiburg, kehrte nach einiger Zeit allerdings zum SC Lahr zurück, da ihm der Aufwand zu viel geworden war. Im Jahr 2017 kehrte er in die Jugendakademie des SC Freiburg zurück, bei dem er dann die weiteren Jugendmannschaften durchlief. In der Saison 2019/20 war er Stammspieler der U17 in der B-Junioren-Bundesliga, in der folgenden Saison kam er für die U19 in der A-Junioren-Bundesliga zum Einsatz, ehe die Saison aufgrund der COVID-19-Pandemie abgebrochen wurde.
Zur Saison 2021/22 wurde er fester Bestandteil der zweiten Mannschaft der Freiburger, die in die 3. Liga aufgestiegen war. Sein Debüt gab er am 1. Spieltag beim 0:0 gegen Wehen Wiesbaden, bei dem er in der Startformation stand. Wagner entwickelte sich in der Saison zum Stammspieler der zweiten Mannschaft und wurde meist im offensiven oder zentralen Mittelfeld eingesetzt. In der Rückrunde stand Wagner, der in seinem letzten Juniorenjahr auch noch einige Spiele für die U19 absolvierte, unter Christian Streich bei einigen Bundesligaspielen ohne Einsatz im Spieltagskader. 
Am 25. Januar 2022 unterschrieb er einen Profivertrag beim Sportclub Freiburg. Drei Tage später erzielte er beim 1:1 im Drittligaspiel gegen die Würzburger Kickers sein erstes Tor im Profifußball. Wagner beendete die Saison mit 27 Drittligaeinsätzen, in denen er 24-mal in der Startelf stand und zwei Tore erzielte. Im Frühjahr 2022 lief er zudem noch zweimal für die U19 auf. Zur Saison 2022/23 rückte Wagner fest in den Kader der ersten Mannschaft auf, kam aber größtenteils noch der zweiten Mannschaft zu Spieleinsätzen. Am 26. August 2022 debütierte er beim 1:0-Sieg gegen den VfL Bochum in der Bundesliga. Anfang November 2022 folgte in der Europa League sein erster Einsatz auf internationaler Vereinsebene. Kurz darauf erhielt Wagner in der Altersklasse U19 hinter Florian Wirtz und Luca Netz die Fritz-Walter-Medaille in Bronze. In der restlichen Saison kam Wagner auf insgesamt vier Einsätze für den SC in der Fußball-Bundesliga.
Zur Saison 2023/24 wechselte Wagner für ein Jahr auf Leihbasis in die 2. Bundesliga zur SpVgg Greuther Fürth. In der folgenden Saison schloss sich eine weitere Leihe zum Bundesliga-Aufsteiger FC St. Pauli an. Ein Jahr später wechselte Wagner auf Leihbasis zu Holstein Kiel. 

### Nationalmannschaft
2021 wurde Wagner erstmals von Trainer Hannes Wolf in den Kader der U-19-Nationalmannschaft berufen. Sein Debüt gab er am 6. Oktober 2021 beim 6:1-Sieg gegen die Slowakei, bei dem er sein erstes Tor erzielte. Auch beim 4:1-Sieg gegen die Niederlande einige Tage später konnte er ein Tor erzielen. Er bestritt seit 2021 für die U19, U20 und U21 des DFB bis September 2023 insgesamt 16 Spiele, bei denen ihm drei Tore gelangen.